# سنگ‌نوشته داریوش بزرگ در کاخ آپادانای شوش
سنگ‌نوشته داریوش بزرگ در کاخ آپادانای شوش، یکی از الواح  ارزشمندی است که متعلق به دوران هخامنشیان است. این لوح در یکی از دروازه‌های کاخ آپادانای شوش کشف شده‌است. در سال ۱۹۱۱ (میلادی) ژاک دو مورگان و رولاند دو مکوئنم با حفاری در کاخ آپادانای شوش موفق به این اکتشاف شدند. این لوحه تاریخی که از خاک رس است، در موزه لوور نگهداری می‌شود. سنگ‌نوشته داریوش بزرگ، دارای ابعاد ۴۲ در ۴۲ سانتی متر است و قسمتی از آن از بین رفته‌است. سنگ‌نوشته داریوش بزرگ در کاخ آپادانای شوش به خط پارسی کهن است و یکی از نخستین متون به جا مانده از این پادشاه هخامنشی در آستانه به دست گرفتن قدرت است. این سنگ‌نوشته علاوه بر اینکه مجوز و فرمان‌نامه ساخت بنای کاخ آپادانای شوش را بیان کرده‌است، اطلاعات گرانقدری را در مورد داریوش اول و هخامنشیان به باستان شناسان ارائه داده‌است.

## متن سنگ‌نوشته
سنگ‌نوشته ابتدا پس از دعا و طلب حفاظت از اهورامزدا و بیان فهرستی از اصل و نسب داریوش بزرگ، به دستور ساخت بنای کاخ آپادانای شوش پرداخته‌است. سپس در مورد نخستین حفاری‌ها در مورد ایجاد زیر بنای ستون‌های کاخ مطالبی را ارائه کرده‌است. پس از آن، مواد مورد استفاده در ساخت کاخ و اینکه این مصالح از کدام منطقه جغرافیایی برای بنای کاخ آورده شده‌اند، توضیحاتی داده شده‌است. در سنگ‌نوشته به این موضوع اشاره شده‌است که مصالح ساختمانی از سراسر شاهنشاهی ایران، برای ساخت کاخ آپادانای شوش به این ناحیه آورده شده‌است. در لوحه داریوش شاه به ارزشمند بودن مواد و مصالح اشاره شده‌است. لوح همچنین می‌گوید که مواد با ارزشی که برای استفاده در دکوراسیون مورد استفاده قرار گرفته است، مصالحی نظیر طلا، سنگ لاجورد، فیروزه، نقره و آبنوس می‌باشند. در آخر، در سنگ‌نوشته داریوش بزرگ آمده است که این کاخ با مشارکت معماران و صنعتگران مختلف از سرتاسر شاهنشاهی هخامنشی، مانند سنگ‌کاران ایونی و نقره‌کاران و طلاکاران مصری، بنا شده‌است.